# Bernardino Spada
Bernardino Spada (ur. 21 kwietnia 1594 w Brisighelli, zm. 10 listopada 1661 w Rzymie) – włoski kardynał.

## Życiorys
Urodził się 21 kwietnia 1594 roku w Brisighelli, jako syn Marchisa Paola Spady i Darii Albicini. Studiował w Rzymie, gdzie uzyskał doktorat z literatury i prawa. Po przyjęciu święceń kapłańskich został referendarzem Najwyższego Trybunału Sygnatury Apostolskiej i wikariuszem w bazyliki watykańskiej. Następnie został archiprezbiterem bazyliki liberiańskiej i kanonikiem kapituły katedralnej w Padwie i Brescii. 4 grudnia 1623 roku został wybrany tytularnym arcybiskupem Damietty, otrzymując dyspensę z powodu nieosiągnięcia wieku kanonicznego 30 lat. Cztery dni później przyjął sakrę, a 30 grudnia został nuncjuszem apostolskim we Francji. 19 stycznia 1626 roku został kreowany kardynałem prezbiterem i otrzymał kościół tytularny S. Stefano al Monte Celio. W 1627 roku zrezygnował z nuncjatury we Francji, a dwa lata później został prefektem Kongregacji ds. Granic Państwa Kościelnego i pełnił tę funkcję dożywotnio. W latach 1627–1631 był legatem w Bolonii, a w okresie 1642–1661 – prefektem Kongregacji Indeksu. W 1642 roku przeprowadził misję pokojową w Parmie przed władcami z rodu Farnese, dzięki czemu zapobiegł atakowi na Rzym. 19 lutego 1646 roku został podniesiony do rangi kardynała biskupa i otrzymał diecezję suburbikarną Albano. Zmarł 10 listopada 1661 roku w Rzymie.